# Юзабіліті-тестування
Ю́забіліті-тестува́ння (перевірка ергономічності, Usability Testing — тестування зручності) — дослідження, що виконується з метою визначення зручності деякого штучного об'єкту (вебсторінка, користувальницький інтерфейс або пристрій) для його подальшого застосування. Таким чином, перевірка ергономічності вимірює ергономічність об'єкта або системи. Перевірка ергономічності зосереджена на певному об'єкті або невеликому наборі об'єктів, у той час як дослідження взаємодії людина-комп'ютер в цілому — формулюють універсальні принципи.
Перевірка ергономічності — метод оцінки зручності продукту у використанні, заснований на залученні користувачів як тестувальників, випробувачів і підсумовуванні отриманих від них висновків.

## Процес
При випробуванні багатьох продуктів користувачеві пропонують в «лабораторних» умовах вирішити основні завдання, для виконання яких цей продукт розроблявся, і просять висловлювати під час виконання цих тестів свої зауваження.
Процес тестування фіксується в протоколі (лог) та/або на аудіо- та відеотехніку — з метою подальшого детальнішого аналізу.
Якщо перевірка ергономічності виявляє будь-які труднощі (наприклад, складності в розумінні інструкцій, виконанні дій чи інтерпретації відповідей системи), то розробники повинні доопрацювати продукт і повторити тестування.
Спостереження за тим, як люди взаємодіють з продуктом, нерідко дозволяють знайти для нього більш оптимальні рішення. Якщо при тестуванні використовується модератор, то його завдання — тримати респондента сфокусованим на завданнях (але при цьому не «допомагати» йому вирішувати ці завдання).
Основну складність після проведення процедури перевірки ергономічності нерідко представляють великі обсяги і безладність отриманих даних. Тому для подальшого аналізу важливо зафіксувати:
1. Мову модератора та респондента;
2. Вираз обличчя респондента (знімається на відеокамеру);
3. Зображення екрана комп'ютера, з яким працює респондент;
4. Різні події, що відбуваються на комп'ютері і пов'язані з діями користувача:

- Переміщення курсора і натиснення на клавіші миші;
- Використання клавіатури;
- Переходи між екранами (браузера або іншої програми).

Всі ці потоки даних повинні бути синхронізовані з тайм-кодами, щоб при аналізі їх можна було б співвідносити між собою.
Разом з модератором у тестуванні нерідко беруть участь спостерігачі. У міру виявлення проблем вони роблять свої нотатки про хід тестування так, щоб після можна було їх синхронізувати з основном записом. В результаті кожен значущий фрагмент запису тесту виявляється прокоментованим в нотатках спостерігача. В ідеалі ведучий (тобто модератор) представляє розробника, спостерігачі — замовника (наприклад видавця, дистриб'ютора), а випробувачі — кінцевого користувача (наприклад покупця).
Крім вищевикладеного існує ще один підхід до перевірки ергономічності: для вирішення задачі, яку запропонували користувачеві, розробляється «ідеальний» сценарій вирішення цієї задачі. Як правило, це сценарій, на який орієнтувався розробник. При виконанні задачі користувачами реєструються їх відхилення від задуманого сценарію для наступного аналізу. Після декількох ітерацій доопрацювання програми і подальшого тестування можна отримати задовільний з точки зору користувача інтерфейс.